# 카운실블러프스

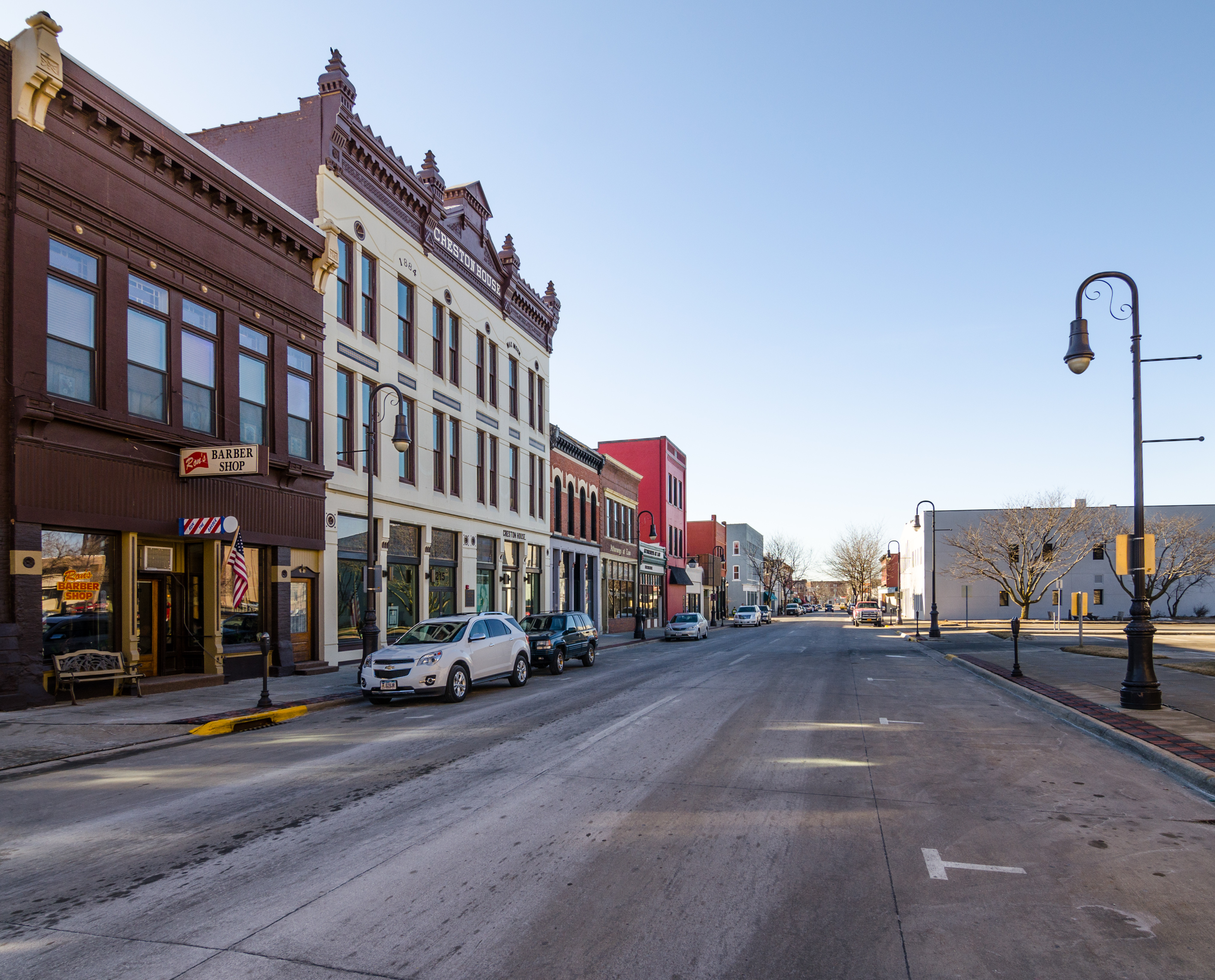

카운실블러프스(Council Bluffs)는 미국 아이오와주 포타와타미군의 군청 소재지이자 도시이다. 이 도시는 아이오와주 남서부에서 가장 인구 수가 많은 지역으로, Omaha–Council Bluffs metropolitan area의 주요 도시이다.
카운실블러프스의 인구는 2010년 인구 조사에 따르면 62,230명이다.

## 지리
카운실블러프스의 위치는 북위 41° 15′ 13″ 서경 95° 51′ 45″ / 북위 41.25361°  서경 95.86250° (41.253698, −95.862388)이다.
미국 인구조사국에 따르면 이 도시의 총 면적은 43.62 제곱마일 (112.98 km2)이며, 그 중 40.97 제곱마일 (106.11 km2)는 육지이고 2.65 제곱마일 (6.86 km2)는 물이다.

## 인구
| 연도                                         | 인구   | ±%      |
| -------------------------------------------- | ------ | ------- |
| 1860                                         | 2,011  | —       |
| 1870                                         | 10,020 | +398.3% |
| 1880                                         | 18,063 | +80.3%  |
| 1890                                         | 21,474 | +18.9%  |
| 1900                                         | 25,802 | +20.2%  |
| 1910                                         | 29,292 | +13.5%  |
| 1920                                         | 36,162 | +23.5%  |
| 1930                                         | 42,048 | +16.3%  |
| 1940                                         | 41,439 | −1.4%   |
| 1950                                         | 45,429 | +9.6%   |
| 1960                                         | 55,641 | +22.5%  |
| 1970                                         | 60,348 | +8.5%   |
| 1980                                         | 56,449 | −6.5%   |
| 1990                                         | 54,315 | −3.8%   |
| 2000                                         | 58,268 | +7.3%   |
| 2010                                         | 62,230 | +6.8%   |
| 2019                                         | 62,166 | −0.1%   |
| Iowa Data Center 출처: U.S. Decennial Census |        |         |